# Juliusz Gardawski
Juliusz Aleksander Gardawski (ur. 11 stycznia 1948) – profesor nauk ekonomicznych, socjolog, kierownik Katedry Socjologii Ekonomicznej Szkoły Głównej Handlowej w Warszawie.

## Życiorys
Juliusz Gardawski w 1972 ukończył SGPiS (specjalność ekonomika pracy i polityka społeczna). Praca magisterska, napisana u prof. Leszka Gilejki, była poświęcona strukturze społecznej i klasie robotniczej (uczestnictwo w badaniach sondażowych pracowników „Azotów” w Puławach). Po studiach podjął pracę w Katedrze Filozofii i dostał propozycję wyjazdu na studia doktoranckie do Moskwy. W 1975 obronił pracę doktorską poświęconą „tektologii”, tj. wczesnej wersji cybernetyki społecznej. W Moskwie zainteresował się semiotyką kultury i strukturalizmem (m.in. Łotmanem). Po powrocie kontynuował pracę w Katedrze Filozofii w zespole socjologicznym Gilejki. Początkowo zajmował się strukturalizmem, lecz po krótkim czasie powrócił do badań empirycznych z zakresu socjologii ekonomicznej. Współuczestniczył w opracowaniu raportu z dużych badań związków zawodowych.
Po utworzeniu Katedry Socjologii od początku lat 80. uczestniczył w kolejnych badaniach postaw robotników, stosunków przemysłowych, związków zawodowych, a następnie samorządu pracowniczego. W latach 1987–1991 uczestniczył w kierowanych badaniach panelowych w sześciu wielkich fabrykach. Od 1991 samodzielnie kierował badaniami klasy robotniczej. W latach 1991–1995 przeprowadził serię badań „Robotnicy”, finansowanych przez polskie przedstawicielstwo Fundacji im. Friedricha Eberta. Badania pozwoliły na stwierdzenie w środowisku robotniczym specyficznego „przyzwolenia ograniczonego” na gospodarkę rynkową i utrzymujące się w długim okresie oczekiwania „przyjaznej (bezpieczniej) gospodarki rynkowej”.
W 1997 na podstawie dorobku naukowego oraz monografii pt. Przyzwolenie ograniczone. Robotnicy wobec rynku i demokracji uzyskał w Kolegium Ekonomiczno-Społecznym SGH stopień naukowy doktora habilitowanego nauk ekonomicznych. W 2002 prezydent RP Aleksander Kwaśniewski nadał mu tytuł naukowy profesora nauk ekonomicznych. Pełnił funkcję dyrektora Instytutu Filozofii, Socjologii i Socjologii Ekonomicznej. Wypromował trzech doktorów.
Członek Komitetu Nauk o Pracy i Polityce Społecznej PAN. W latach 2004–2006 członek zarządu głównego Polskiego Towarzystwa Socjologicznego.
W swoich publikacjach odwołuje się do dorobku Andrzeja Bączkowskiego. Jest członkiem Parafii Ewangelicko-Augsburskiej Świętej Trójcy w Warszawie.
W 2002 został odznaczony Złotym Krzyżem Zasługi.

## Wybrane publikacje
- Robotnicy 1991. Świadomość ekonomiczna w czasach przełomu (1992)
- Polityka i gospodarka w oczach pracowników (z Tomaszem Żukowskim) (1992)
- Robotnicy przedsiębiorstw państwowych i skomercjalizowanych o własności pracowniczej (1994)
- Robotnicy 1993. Wybory ekonomiczne i polityczne (z Tomaszem Żukowskim) (1994)
- Przyzwolenie ograniczone. Robotnicy wobec rynku i demokracji (1996)
- Oceny i oczekiwania różnych grup społecznych wobec polityki właścicielskiej Skarbu Państwa (z Leszkiem Gilejko, Rafałem Towalskim; 1999)
- Związki zawodowe na rozdrożu (2001)
- Powracająca klasa: sektor prywatny w III Rzeczypospolitej (2001)
- Socjologia gospodarki (z Leszkiem Gilejko, Jacentym Siewierskim, Rafałem Towalskim; 2006, II wydanie: 2007)
- Korporacje transnarodowe a Europejskie Rady Zakładowe w Polsce (2007)
- Dialog społeczny w Polsce: teoria, historia, praktyka (2009)